# Александер Гамілтон (філолог)
Александер Гамілтон (англ. Alexander Hamilton, нар. 1762 — пом. 30 грудня 1824) — британський лінгвіст, один з перших європейців, які вивчили санскрит.

## Біографія
Гамілтон був кузеном свого тезки, американського державного діяча Александра Гамілтона. Він став лейтенантом на флоті Британської Ост-Індської компанії, згодом дослужився до капітана. Під час перебування в Індії він приєднався до Азійського товариства Бенгалії, заснованого Вільямом Джонсом і Чарльзом Вілкінсом. Він також одружився з бенгалькою. Після смерті Джонса Вілкінс і Гамілтон були єдиними європейцями, які вивчили санскрит. Після повернення в Європу Гамілтон докладно вивчав санскрит в Британському музеї і Парижі, куди вирушив, щоб порівняти санскритські рукописи, які зберігаються в Національній бібліотеці Франції. Він допомагав Вілкінсу з його перекладом «Хітопадеші».
Після війни між Англією і Францією в 1803 році, Гамілтон був затриманий як ворожий шпигун, але потім був звільнений для продовження своїх досліджень на прохання французького вченого Костянтина Вольнея. Гамілтон викладав санскрит Вільну та іншим, включаючи Фрідріха Шлегеля і Жан-Луї Бюрнуфа, батька Ежена Бюрнуфа.
1813 року Гамілтон завершив свій каталог рукописів Національної бібліотеки Франції, який пізніше був опублікований французьким сходознавцем Луї-Матьє Ланглі. Після закінчення Наполеонівських війн багато німецьких дослідників вчилися у нього, в першу чергу Франц Бопп і Август Вільгельм Шлегель.
Пізніше Гамілтон повернувся до Лондона. З травня 1806 по 1818 рік він очолював кафедру санскриту та індійських мов в коледжі Ост-Індської компанії в Хейлібері. 1808 року став членом Королівського товариства. 1811 року опублікував коментований санскритський текст «Хітопадеші», 1815 року — трактат з санскритської граматики. Крім того, Олександр Гамілтон написав низку статей з давньої географії Індії, опублікованих в «Edinburgh Review». Помер 30 грудня 1824 року.